# Neil Cicierega
Neil Cicierega (* 23. August 1986 in Plymouth, Massachusetts) ist ein US-amerikanischer Komiker, Webvideoproduzent, Musiker und Internetkünstler. Schon als Jugendlicher wurde er durch seine Flash-Animationen bekannt, später vor allem durch die Puppenspielserie Potter Puppet Pals und seine Musik.

## Projekte

### Animation
2001, im Alter von vierzehn Jahren, veröffentlichte Cicierega die Flash-Animationen Japanese Pokerap und Hyakugojyuuichi!. Die einfach animierten Nonsens-Videos zu japanischen Liedern entwickelten sich schnell zu viralen Phänomenen. Daraus entstand ein eigenes Subgenre von Internet-Animationen, das nach Cicieregas Arbeiten Animutation benannt wurde.

### Potter Puppet Pals
Ab 2003 arbeitete Cicierega immer wieder an der Webserie Potter Puppet Pals. In der Harry-Potter-Parodie werden die Personen aus dem Film und den Romanen mithilfe von Handpuppen (außer Neville Longbottom) dargestellt. Die ersten Folgen waren flash-animiert und wurden auf Newgrounds gezeigt. Ab 2006 entschied sich Cicierega, die Geschichten mithilfe von Handpuppen darzustellen und die Videos bei YouTube zu veröffentlichen. Das erfolgreichste Video der Serie ist The Mysterious Ticking Noise.

### Musik

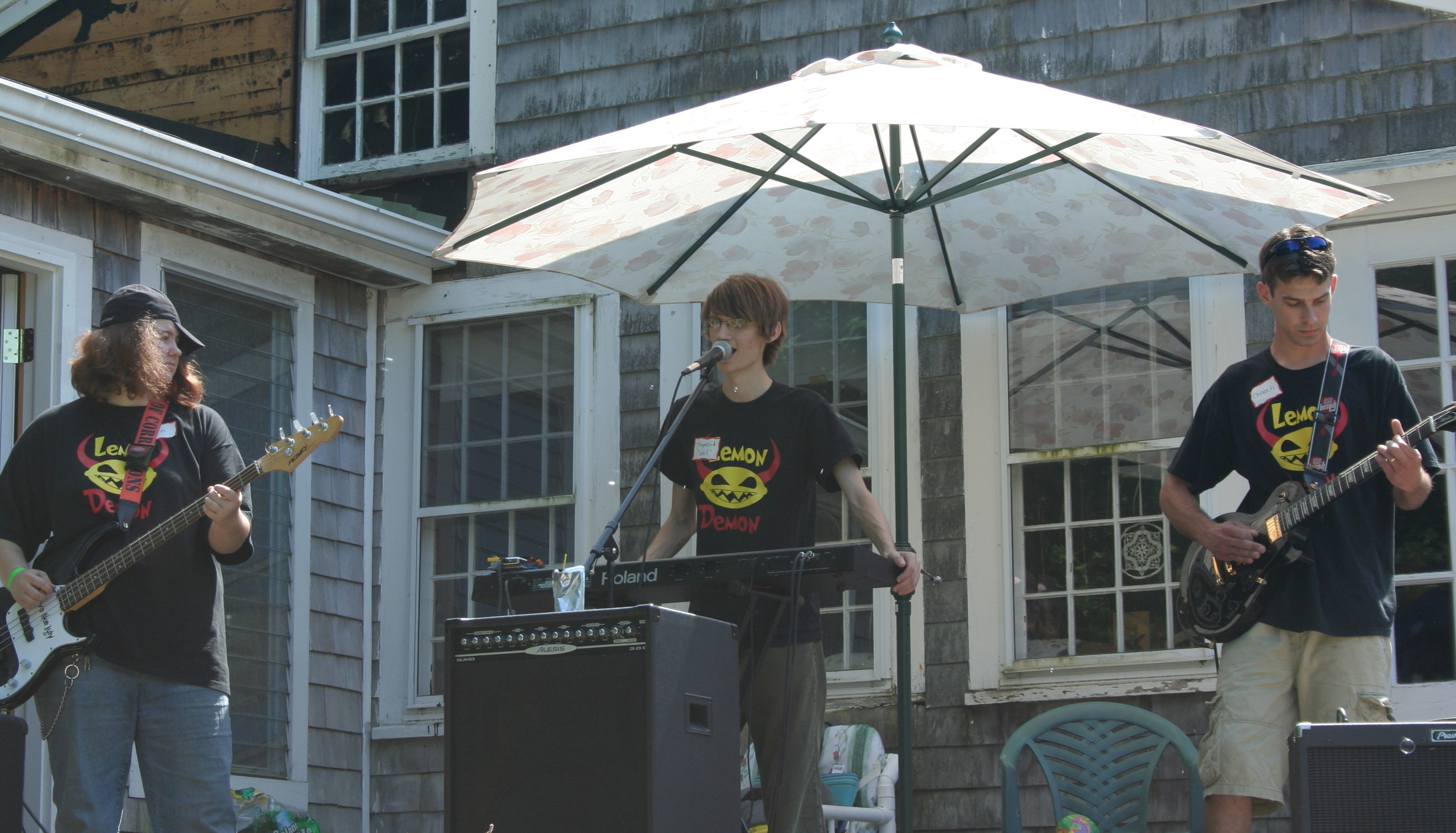
Cicierega (Mitte) und weitere Mitglieder von Lemon Demon, 2006

Cicierega produzierte zwischen 1999 und 2002 Musik unter den Pseudonymen Trapezoid und Deporitaz. Später gründete er das Musikprojekt Lemon Demon, das vor allem aus Cicieregas Soloarbeiten besteht. Unter diesem Namen veröffentlichte er bisher sieben Alben im Selbstverlag.
Seit 2014 produzierte er unter eigenem Namen mehrere Mashup-Alben.

### The Ultimate Showdown of Ultimate Destiny
Zusammen mit dem kanadischen Animator Shawn Vulliez (Altf4) produzierte er 2005 das Flash-Video The Ultimate Showdown of Ultimate Destiny und veröffentlichte es bei Newgrounds, wo das Video bis 2020 über 13 Millionen Mal angesehen wurde.

### Webvideos und Kurzfilme
Unter dem Namen New Kids On The Rock, später Guaranteed* Video, tritt Cicierega zwischen seit 2007 gemeinsam mit Kevin James und Ryan Murphy in kurzen Internet-Comedyvideos auf. Darüber hinaus veröffentlicht er auch weiter eigene Webvideos.

### Weitere Arbeiten
2013 veröffentlichte Cicierega den kurzen Webcomic Ariel Needs Legs, eine Parodie des Disneyfilms Arielle, die Meerjungfrau, in der Arielle statt zwei acht Beine bekommt. Eine von ihm animierte Version dieses Comics wurde zu einem Internetmeme.
Auf der Mikrobloggingplatform Tumblr betreibt Cicierega den fiktionalen Blog Windows 95 Tricks, Tips, and Tweaks. In den dort gezeigten Screenshots entwickelt das Betriebssystem Windows 95 ein eigenes, bedrohliches Bewusstsein.
Im Februar 2018 veröffentlichte Cicierega das Browserspiel Monster Breeder. In dem textbasierten Rollenspiel können die Spielerinnen und Spieler verschiedene Monster suchen, sammeln und züchten.

## Diskographie (Auswahl)
- 2003: Clown Circus (als Lemon Demon)
- 2003: Live From The Haunted Candle Shop (als Lemon Demon)
- 2004: Hip To The Javabean (als Lemon Demon)
- 2006: Damn Skippy (als Lemon Demon)
- 2006: Dinosaurchestra (als Lemon Demon)
- 2008: View-Monster (als Lemon Demon)
- 2009: Almanac 2009 (limitierte Veröffentlichung, als Lemon Demon)
- 2014: Mouth Sounds
- 2014: Mouth Silence
- 2016: Spirit Phone (als Lemon Demon)
- 2017: Mouth Moods
- 2020: Mouth Dreams